# بولين مسلينن
بولين مسلينن (بالإنجليزية: Pauline McLynn)‏ هي كاتِبة وممثلة أيرلندية، ولدت في 11 يوليو 1962 في جمهورية أيرلندا.

## أعمال

### أفلام
- (1992) فار آند أوي[4]
- (2000) الريشات[5]

## وصلات خارجية
- بولين مسلينن على موقع IMDb (الإنجليزية)
- بولين مسلينن على موقع ألو سيني (الفرنسية)
- بولين مسلينن على موقع ميوزك برينز (الإنجليزية)
- بولين مسلينن على موقع أول موفي (الإنجليزية)
- بولين مسلينن على موقع قاعدة بيانات الأفلام السويدية (السويدية)
- بولين مسلينن على موقع ديسكوغز (الإنجليزية)
- بولين مسلينن على موقع قاعدة بيانات الفيلم (الإنجليزية)
- بولين مسلينن على موقع كينوبويسك (الروسية)